# 都並敏史
都並 敏史（つなみ さとし、1961年8月14日 - ）は、東京都世田谷区出身の元プロサッカー選手、サッカー指導者（JFA 公認S級コーチ）。現役時代のポジションはディフェンダー（左サイドバック）。元日本代表。東京都立深沢高等学校卒業。
1980年代から90年代初頭を代表するプレーヤー。彼を題材にしたノンフィクション作品（関連書籍参照）から「狂気の左サイドバック」と呼ばれる。少年時代からの愛称は「びんじ」。兄は東京機械製作所社長で、トランペッター・音楽評論家（元ビブラストーン）の都並清史。長男はサッカー選手の都並智也。次男はサッカー選手の都並優太。

## 略歴

### 選手時代
10歳の頃よりサッカーを始め、小学6年生から読売サッカークラブの下部組織で育ち（戸塚哲也は同期生）、東京都立深沢高等学校卒業後トップチームに昇格する。Jリーグ設立に伴いヴェルディ川崎（現・東京ヴェルディ）と改称した1990年代中盤まで、一貫して生え抜きとしてプレーを続けた。
ポジションはトップチーム昇格後にリベロから左サイドバックへ転向。当時守備中心だった日本のサイドバックにおいて、攻守のバランス感覚に優れた選手として台頭し、機を見たオーバーラップからのセンタリングや両足スライディングタックルを武器とした。読売クラブでは兄貴分と慕うラモス瑠偉や後輩の三浦知良と左サイドを構築し、明るいムードメーカーとしてもクラブ黄金期を支えた。
日本代表は19歳でA代表に初選出され、1980年のW杯スペイン大会アジア・オセアニア予選でデビュー。その後、1986 FIFAワールドカップ・アジア予選では最終予選まで進むが、1-2、0-1で韓国に敗れ、本大会の出場権を逃した。ソウル五輪を目指す石井義信監督率いる代表では、左サイドはドイツ帰りの奥寺康彦が務め、都並は守備的MFにコンバートされた。アジア予選では最終予選まで進出し、ホームでの中国との最終戦に引き分け以上で20年ぶりの五輪出場が決まるところまで迫ったが、雨中でのこの試合を0-2で落とし、予選敗退となった。横山謙三監督時代に一時外れるが、1992年のハンス・オフト監督就任にともない復帰。同年のダイナスティカップ(決勝の韓国戦ではイエローカード2枚で退場処分となった。)、アジアカップ優勝に貢献した。1993年、Jリーグ開幕戦となった横浜マリノス戦で先発出場、前半28分にイエローカードを受け、この試合が他の試合に先駆けて行われたこともあり、Jリーグ誕生以降、初めてイエローカードを受けた選手ということになった。1993年5月22日に行われたJリーグ第3節のサンフレッチェ広島戦でタックルを仕掛け、接触した際に左足首を負傷。欠場中はリハビリに励んだもののチームの選手事情により強行出場を続けた 結果、7月18日に左足首の亀裂骨折が判明し、故障がさらに悪化してしまった。その影響によりDF部門で井原正巳に次いでファン投票数第2位で選出されていたJリーグオールスターゲームも欠場することとなった。
同年10月のアメリカW杯アジア最終予選メンバーには選出されたものの、試合出場は不可能な状態だった。都並は骨折箇所にボルトを埋め込み、痛み止めの注射を打つことで通常の練習メニューをこなしたが、最終予選での出場機会はなかった。選手生命を絶たれる恐れもあったが、当時は日本代表への思い入れだけでリスクなど全く考慮に無く、「あの時は、狂っていたのかも知れない」と後に回想している。オフト監督は左サイドバックの代役として三浦泰年、江尻篤彦（練習試合のみ）を起用したが彼の穴は埋まらず、再三再四左サイドを攻略され、最終予選の第3戦からは本職ではない勝矢寿延が起用され、普及点のプレーを見せたが、日本代表はW杯出場権を逃した（ドーハの悲劇）。帰国後に手術を受けた足首の状態はひどく、翌1994年6月11日のサテライトリーグ出場までリハビリを続け、8月17日のジュビロ磐田戦でようやくスタメンで複帰し、70分までプレーした。同年の天皇杯1回戦、藤枝ブルックス戦でゴールを決めたが、これが現役のラストゴールとなった。
1995年には加茂周監督により代表に選出され、1995年2月のダイナスティカップ韓国戦が最後の出場試合となった。都並自身、何度も対戦を繰り広げた韓国代表に対する思い入れは深く、対韓国戦が実質的な代表引退試合になったことについて満足の意を示している。なお、日本がアジア最終予選まで勝ち上がりながらも本大会出場を逃した3つの大会（85年W杯予選、87年五輪予選、93年W杯予選）で、そのすべての最終予選に参加している（93年は出場無し）。
1996年に長年在籍したヴェルディを離れ、アビスパ福岡へ移籍。1997年にベルマーレ平塚（現・湘南ベルマーレ）へ移籍し、1998年、既に引退を表明した中、シーズン最後のホームゲームとなったガンバ大阪戦に先発出場、43分までプレーし、その試合を最後に現役を退いた。

### 指導者時代
引退後はサッカー解説者、ヴェルディの下部組織巡回コーチ、ユース監督を歴任。2004年にS級指導者資格取得。
2005年、J2のベガルタ仙台監督に就任。初めてJリーグクラブのトップチームの監督を務める。前半は一時11位（12チーム中）にまで後退するなど、大きく出遅れる。後半戦に入ると勝ち星を重ねて行き上位陣を猛追するも、リーグで最終戦で引き分け、4位に終わり、入れ替え戦に出場を果たすことが出来なかった。後半戦の猛追が評価され、周囲からは続投の声も挙がったが、シーズン終了後に解任され、1年でチームを去った。
2006年、J2に降格した古巣・東京ヴェルディ1969のコーチに就任。ラモス瑠偉新監督とともにチームのJ1復帰を目指したがチーム7位とに終わり、J1復帰を果たせなかった。ラモス瑠偉は翌年も監督を続投されたが、都並は1年でコーチを解任された。
2007年は、J2に降格したセレッソ大阪の監督に就任。監督としては2度目、コーチを含めると3度目となるJ1昇格への挑戦だったが、開幕3連敗を喫するなど成績は振るわず、第2クールに入ったばかりの5月に西村昭宏GM、藤川孝幸コーチとともに、自身初のシーズン途中での解任となった。
2008年からは横浜FCの監督に就任。過去3年続けて1年以内に監督やコーチを解任されたことから、3年契約で中長期的にチーム作りに取り組むことを要望し、クラブ側もこれを了承した。しかし、シーズン中盤以降10位前後に停滞。「チーム作りが順調に進んでいない」と判断され、3年を待たずに1年で解任された。
2009年からはスカパー!などでJリーグ中継の解説を務め、ヴェルディサッカースクールコーチとして小学年代の指導にあたっていた。
2014年、ヴェルディを退団し、浦安SC（現・ブリオベッカ浦安）のテクニカルディレクターに就任。
2015年、子供向けスポーツクラブでは、国内最大規模の会員数を有するリーフラス株式会社の統括スポーツアドバイザーに就任。リーフラス取締役には元ヴェルディの盟友・藤川孝幸がいる。
2018年11月20日、ブリオベッカ浦安の監督に就任すると発表された。11年ぶりの監督業復帰を果たす。

## 所属クラブ
- 197?年 - 1979年 読売ユース
- 1980年 - 1995年 読売クラブ/ヴェルディ川崎
- 1996年 - 1997年 アビスパ福岡
- 1997年 - 1998年 ベルマーレ平塚

## 個人成績
| 国内大会個人成績 | 国内大会個人成績 | 国内大会個人成績 | 国内大会個人成績 | 国内大会個人成績 | 国内大会個人成績 | 国内大会個人成績 | 国内大会個人成績 | 国内大会個人成績 | 国内大会個人成績 | 国内大会個人成績 | 国内大会個人成績 |
| 年度             | クラブ           | 背番号           | リーグ           | リーグ戦         | リーグ戦         | リーグ杯         | リーグ杯         | オープン杯       | オープン杯       | 期間通算         | 期間通算         |
| 年度             | クラブ           | 背番号           | リーグ           | 出場             | 得点             | 出場             | 得点             | 出場             | 得点             | 出場             | 得点             |
| 日本             | 日本             | 日本             | 日本             | リーグ戦         | リーグ戦         | JSL杯/ナビスコ杯 | JSL杯/ナビスコ杯 | 天皇杯           | 天皇杯           | 期間通算         | 期間通算         |
| ---------------- | ---------------- | ---------------- | ---------------- | ---------------- | ---------------- | ---------------- | ---------------- | ---------------- | ---------------- | ---------------- | ---------------- |
| 1980             | 読売             | 21               | JSL1部           | 12               | 2                | 2                | 1                | 3                | 0                | 17               | 3                |
| 1981             | 読売             | 21               | JSL1部           | 18               | 1                | 1                | 0                | 5                | 0                | 24               | 1                |
| 1982             | 読売             | 21               | JSL1部           | 17               | 0                | 1                | 0                | 3                | 0                | 21               | 0                |
| 1983             | 読売             | 21               | JSL1部           | 18               | 0                | 3                | 0                | 3                | 0                | 24               | 0                |
| 1984             | 読売             | 2                | JSL1部           | 18               | 1                | 0                | 0                | 5                | 0                | 23               | 1                |
| 1985             | 読売             | 2                | JSL1部           | 21               | 0                | 4                | 1                | 2                | 0                | 27               | 1                |
| 1986-87          | 読売             | 6                | JSL1部           | 19               | 0                | 1                | 0                | 3                | 0                | 23               | 0                |
| 1987-88          | 読売             | 6                | JSL1部           | 10               | 0                | 1                | 0                | 4                | 0                | 15               | 0                |
| 1988-89          | 読売             | 6                | JSL1部           | 21               | 0                | 3                | 1                | 3                | 0                | 27               | 1                |
| 1989-90          | 読売             | 6                | JSL1部           | 10               | 0                | 4                | 0                | 4                | 0                | 18               | 0                |
| 1990-91          | 読売             | 6                | JSL1部           | 21               | 1                | 2                | 0                | 2                | 0                | 25               | 1                |
| 1991-92          | 読売             | 6                | JSL1部           | 21               | 0                | 5                | 0                | 4                | 1                | 30               | 1                |
| 1992             | V川崎            | -                | J                | -                | -                | 11               | 1                | 3                | 0                | 14               | 1                |
| 1993             | V川崎            | -                | J                | 5                | 0                | 0                | 0                | 0                | 0                | 5                | 0                |
| 1994             | V川崎            | -                | J                | 8                | 0                | 0                | 0                | 2                | 1                | 10               | 1                |
| 1995             | V川崎            | -                | J                | 16               | 0                | -                | -                | 0                | 0                | 16               | 0                |
| 1996             | 福岡             | -                | J                | 21               | 0                | 11               | 0                | 1                | 0                | 33               | 0                |
| 1997             | 福岡             | 5                | J                | 0                | 0                |                  |                  | -                | -                |                  |                  |
| 1997             | 平塚             | 36               | J                | 6                | 0                | 0                | 0                | 0                | 0                | 6                | 0                |
| 1998             | 平塚             | 3                | J                | 5                | 0                | 4                | 0                | 0                | 0                | 9                | 0                |
| 通算             | 日本             | 日本             | J                | 61               | 0                | 26               | 1                | 6                | 1                | 93               | 2                |
| 通算             | 日本             | 日本             | JSL1部           | 206              | 5                | 27               | 3                | 41               | 1                | 274              | 9                |
| 総通算           | 総通算           | 総通算           | 総通算           | 267              | 5                | 53               | 4                | 47               | 2                | 367              | 11               |

その他の公式戦
- 1984年
  - スーパーカップ 1試合0得点
- 1985年
  - キリンカップ 5試合0得点
- 1987-88年
  - アジアクラブ選手権 5試合0得点
- 1989年
  - アジア・アフリカクラブ選手権 2試合0得点
- 1990年
  - コニカカップ 8試合0得点
- 1991年
  - コニカカップ 4試合0得点
- 1991年
  - アジアクラブ選手権 2試合0得点
- 1992年
  - ゼロックス・チャンピオンズ・カップ 2試合0得点
- 1995年
  - サンワバンクカップ 1試合0得点
  - XEROX SUPER CUP 1試合0得点

## 代表歴

### 試合数
- 国際Aマッチ 78試合 2得点(1980年 - 1995年)

| 日本代表 | 国際Aマッチ | 国際Aマッチ |
| 年       | 出場        | 得点        |
| -------- | ----------- | ----------- |
| 1980     | 3           | 0           |
| 1981     | 7           | 0           |
| 1982     | 8           | 0           |
| 1983     | 10          | 0           |
| 1984     | 5           | 0           |
| 1985     | 7           | 0           |
| 1986     | 5           | 2           |
| 1987     | 10          | 0           |
| 1988     | 0           | 0           |
| 1989     | 0           | 0           |
| 1990     | 0           | 0           |
| 1991     | 0           | 0           |
| 1992     | 10          | 0           |
| 1993     | 10          | 0           |
| 1994     | 0           | 0           |
| 1995     | 3           | 0           |
| 通算     | 78          | 2           |

### 出場
| No. | 開催日         | 開催都市             | スタジアム                         | 対戦相手             | 結果        | 監督           | 大会                         |
| --- | -------------- | -------------------- | ---------------------------------- | -------------------- | ----------- | -------------- | ---------------------------- |
| 1.  | 1980年12月22日 | 香港                 |                                    | シンガポール         | ○1-0        | 川淵三郎       | ワールドカップ予選           |
| 2.  | 1980年12月26日 | 香港                 |                                    | 中華人民共和国       | ●0-1        | 川淵三郎       | ワールドカップ予選           |
| 3.  | 1980年12月28日 | 香港                 |                                    | マカオ               | ○3-0        | 川淵三郎       | ワールドカップ予選           |
| 4.  | 1981年06月19日 | 大邱                 |                                    | マレーシア           | ○2-0        | 森孝慈         | 韓国大統領杯                 |
| 5.  | 1981年06月21日 | 釜山                 |                                    | 韓国                 | ●0-2        | 森孝慈         | 韓国大統領杯                 |
| 6.  | 1981年08月30日 | クアラルンプール     |                                    | マレーシア           | ○2-0        | 森孝慈         | ムルデカ大会                 |
| 7.  | 1981年09月03日 | クアラルンプール     |                                    | インド               | ○3-2        | 森孝慈         | ムルデカ大会                 |
| 8.  | 1981年09月08日 | クアラルンプール     |                                    | アラブ首長国連邦     | ○3-2        | 森孝慈         | ムルデカ大会                 |
| 9.  | 1981年09月14日 | クアラルンプール     |                                    | インドネシア         | ○2-0        | 森孝慈         | ムルデカ大会                 |
| 10. | 1981年09月18日 | クアラルンプール     |                                    | イラク               | ●0-2        | 森孝慈         | ムルデカ大会                 |
| 11. | 1982年03月21日 | ソウル               |                                    | 韓国                 | ●0-3        | 森孝慈         | 日韓定期戦                   |
| 12. | 1982年06月02日 | 広島県               | 広島県総合グランドメインスタジアム | シンガポール         | ○2-0        | 森孝慈         | ジャパンカップ               |
| 13. | 1982年07月15日 | スチャバ             |                                    | ルーマニア           | ●0-4        | 森孝慈         | 国際親善試合                 |
| 14. | 1982年07月18日 | ブカレスト           |                                    | ルーマニア           | ●1-3        | 森孝慈         | 国際親善試合                 |
| 15. | 1982年11月21日 | ニューデリー         |                                    | イラン               | ○1-0        | 森孝慈         | アジア大会                   |
| 16. | 1982年11月23日 | ニューデリー         |                                    | 南イエメン           | ○3-1        | 森孝慈         | アジア大会                   |
| 17. | 1982年11月25日 | ニューデリー         |                                    | 韓国                 | ○2-1        | 森孝慈         | アジア大会                   |
| 18. | 1982年11月28日 | ニューデリー         |                                    | イラク               | ●0-1(延長)  | 森孝慈         | アジア大会                   |
| 19. | 1983年02月12日 | ダマスカス           |                                    | シリア               | △2-2        | 森孝慈         | 国際親善試合                 |
| 20. | 1983年02月25日 | ドーハ               |                                    | カタール             | ●0-1        | 森孝慈         | 国際親善試合                 |
| 21. | 1983年03月06日 | 東京都               | 国立霞ヶ丘競技場陸上競技場         | 韓国                 | △1-1        | 森孝慈         | 日韓定期戦                   |
| 22. | 1983年06月07日 | 東京都               | 国立霞ヶ丘競技場陸上競技場         | シリア               | ○1-0        | 森孝慈         | ジャパンカップ               |
| 23. | 1983年09月04日 | 東京都               | 国立霞ヶ丘競技場陸上競技場         | フィリピン           | ○7-0        | 森孝慈         | オリンピック予選             |
| 24. | 1983年09月07日 | 東京都               | 国立霞ヶ丘競技場陸上競技場         | フィリピン           | ○10-1       | 森孝慈         | オリンピック予選             |
| 25. | 1983年09月15日 | 東京都               | 国立霞ヶ丘競技場陸上競技場         | チャイニーズタイペイ | ○2-0        | 森孝慈         | オリンピック予選             |
| 26. | 1983年09月20日 | 台北                 |                                    | チャイニーズタイペイ | △1-1        | 森孝慈         | オリンピック予選             |
| 27. | 1983年09月25日 | オークランド         |                                    | ニュージーランド     | ●1-3        | 森孝慈         | オリンピック予選             |
| 28. | 1983年10月07日 | 東京都               | 国立霞ヶ丘競技場陸上競技場         | ニュージーランド     | ●0-1        | 森孝慈         | オリンピック予選             |
| 29. | 1984年03月06日 | バンダルスリブガワン |                                    | ブルネイ             | ○7-1        | 森孝慈         | 国際親善試合                 |
| 30. | 1984年04月15日 | シンガポール         |                                    | タイ                 | ●2-5        | 森孝慈         | オリンピック予選             |
| 31. | 1984年04月18日 | シンガポール         |                                    | マレーシア           | ●1-2        | 森孝慈         | オリンピック予選             |
| 32. | 1984年05月31日 | 埼玉県               | さいたま市大宮公園サッカー場       | 中華人民共和国       | ○1-0        | 森孝慈         | ジャパンカップ               |
| 33. | 1984年09月30日 | ソウル               |                                    | 韓国                 | ○2-1        | 森孝慈         | 日韓定期戦                   |
| 34. | 1985年02月23日 | シンガポール         |                                    | シンガポール         | ○3-1        | 森孝慈         | ワールドカップ予選           |
| 35. | 1985年03月21日 | 東京都               | 国立霞ヶ丘競技場陸上競技場         | 北朝鮮               | ○1-0        | 森孝慈         | ワールドカップ予選           |
| 36. | 1985年04月30日 | 平壌                 |                                    | 北朝鮮               | △0-0        | 森孝慈         | ワールドカップ予選           |
| 37. | 1985年05月18日 | 東京都               | 国立霞ヶ丘競技場陸上競技場         | シンガポール         | ○5-0        | 森孝慈         | ワールドカップ予選           |
| 38. | 1985年08月11日 | 愛知県               | 神戸総合運動公園ユニバー記念競技場 | 香港                 | ○3-0        | 森孝慈         | ワールドカップ予選           |
| 39. | 1985年10月26日 | 東京都               | 国立霞ヶ丘競技場陸上競技場         | 韓国                 | ●1-2        | 森孝慈         | ワールドカップ予選           |
| 40. | 1985年11月03日 | ソウル               |                                    | 韓国                 | ●0-1        | 森孝慈         | ワールドカップ予選           |
| 41. | 1986年07月25日 | クアラルンプール     |                                    | シリア               | ○2-1        | 石井義信       | ムルデカ大会                 |
| 42. | 1986年09月20日 | 大田                 |                                    | ネパール             | ○5-0        | 石井義信       | アジア大会                   |
| 43. | 1986年09月22日 | 大田                 |                                    | イラン               | ●0-2        | 石井義信       | アジア大会                   |
| 44. | 1986年09月24日 | 大田                 |                                    | クウェート           | ●0-2        | 石井義信       | アジア大会                   |
| 45. | 1986年09月28日 | 大田                 |                                    | バングラデシュ       | ○4-0        | 石井義信       | アジア大会                   |
| 46. | 1987年04月08日 | 東京都               | 国立霞ヶ丘競技場陸上競技場         | インドネシア         | ○3-0        | 石井義信       | オリンピック予選             |
| 47. | 1987年04月12日 | 東京都               | 国立霞ヶ丘競技場陸上競技場         | シンガポール         | ○1-0        | 石井義信       | オリンピック予選             |
| 48. | 1987年05月27日 | 広島県               | 広島県総合グランドメインスタジアム | セネガル             | △2-2        | 石井義信       | キリンカップ                 |
| 49. | 1987年06月14日 | シンガポール         |                                    | シンガポール         | ○1-0        | 石井義信       | オリンピック予選             |
| 50. | 1987年06月26日 | インドネシア         |                                    | インドネシア         | ○2-1        | 石井義信       | オリンピック予選             |
| 51. | 1987年09月02日 | バンコク             |                                    | タイ                 | △0-0        | 石井義信       | オリンピック予選             |
| 52. | 1987年09月15日 | 東京都               | 国立霞ヶ丘競技場陸上競技場         | ネパール             | ○5-0        | 石井義信       | オリンピック予選             |
| 53. | 1987年09月26日 | 東京都               | 国立霞ヶ丘競技場陸上競技場         | タイ                 | ○1-0        | 石井義信       | オリンピック予選             |
| 54. | 1987年10月04日 | 広州                 |                                    | 中華人民共和国       | ○1-0        | 石井義信       | オリンピック予選             |
| 55. | 1987年10月26日 | 東京都               | 国立霞ヶ丘競技場陸上競技場         | 中華人民共和国       | ●0-2        | 石井義信       | オリンピック予選             |
| 56. | 1992年05月31日 | 東京都               | 国立霞ヶ丘競技場陸上競技場         | アルゼンチン         | ●0-1        | ハンス・オフト | キリンカップ                 |
| 57. | 1992年06月07日 | 愛媛県               | 愛媛県総合運動公園陸上競技場       | ウェールズ           | ●0-1        | ハンス・オフト | キリンカップ                 |
| 58. | 1992年08月22日 | 北京                 |                                    | 韓国                 | △0-0        | ハンス・オフト | ダイナスティカップ           |
| 59. | 1992年08月24日 | 北京                 |                                    | 中華人民共和国       | ○2-0        | ハンス・オフト | ダイナスティカップ           |
| 60. | 1992年08月26日 | 北京                 |                                    | 北朝鮮               | ○4-1        | ハンス・オフト | ダイナスティカップ           |
| 61. | 1992年08月29日 | 北京                 |                                    | 韓国                 | △2-2(PK4-2) | ハンス・オフト | ダイナスティカップ           |
| 62. | 1992年11月01日 | 広島県               | 広島広域公園陸上競技場             | 北朝鮮               | △1-1        | ハンス・オフト | アジアカップ                 |
| 63. | 1992年11月03日 | 広島県               | 広島広域公園陸上競技場             | イラン               | ○1-0        | ハンス・オフト | アジアカップ                 |
| 64. | 1992年11月06日 | 広島県               | 広島県総合グランドメインスタジアム | 中華人民共和国       | ○3-2        | ハンス・オフト | アジアカップ                 |
| 65. | 1992年11月08日 | 広島県               | 広島広域公園陸上競技場             | サウジアラビア       | ○1-0        | ハンス・オフト | アジアカップ                 |
| 66. | 1993年03月07日 | 福岡県               | 東平尾公園博多の森陸上競技場       | ハンガリー           | ●0-1        | ハンス・オフト | キリンカップ                 |
| 67. | 1993年03月14日 | 東京都               | 国立霞ヶ丘競技場陸上競技場         | アメリカ合衆国       | ○3-1        | ハンス・オフト | キリンカップ                 |
| 68. | 1993年04月08日 | 愛知県               | 神戸総合運動公園ユニバー記念競技場 | タイ                 | ○1-0        | ハンス・オフト | ワールドカップ予選           |
| 69. | 1993年04月11日 | 東京都               | 国立霞ヶ丘競技場陸上競技場         | バングラデシュ       | ○8-0        | ハンス・オフト | ワールドカップ予選           |
| 70. | 1993年04月15日 | 東京都               | 国立霞ヶ丘競技場陸上競技場         | スリランカ           | ○5-0        | ハンス・オフト | ワールドカップ予選           |
| 71. | 1993年04月18日 | 東京都               | 国立霞ヶ丘競技場陸上競技場         | アラブ首長国連邦     | ○2-0        | ハンス・オフト | ワールドカップ予選           |
| 72. | 1993年04月28日 | ドバイ               |                                    | タイ                 | ○1-0        | ハンス・オフト | ワールドカップ予選           |
| 73. | 1993年04月30日 | ドバイ               |                                    | バングラデシュ       | ○4-1        | ハンス・オフト | ワールドカップ予選           |
| 74. | 1993年05月05日 | ドバイ               |                                    | スリランカ           | ○6-0        | ハンス・オフト | ワールドカップ予選           |
| 75. | 1993年05月07日 | アル・アイン         |                                    | アラブ首長国連邦     | △1-1        | ハンス・オフト | ワールドカップ予選           |
| 76. | 1995年01月06日 | リヤド               |                                    | ナイジェリア         | ●0-3        | 加茂周         | インターコンチネンタル選手権 |
| 77. | 1995年01月08日 | リヤド               |                                    | アルゼンチン         | ●1-5        | 加茂周         | インターコンチネンタル選手権 |
| 78. | 1995年02月21日 | 香港                 |                                    | 韓国                 | △1-1        | 加茂周         | ダイナスティカップ           |

### 得点数
| # | 年月日        | 開催地     | 対戦国         | 勝敗  | 試合概要             |
| - | ------------- | ---------- | -------------- | ----- | -------------------- |
| 1 | 1986年9月20日 | 韓国、大田 | ネパール       | ○ 5-0 | 1986年アジア競技大会 |
| 2 | 1986年9月28日 | 韓国、大田 | バングラデシュ | ○ 4-0 | 1986年アジア競技大会 |

## 指導歴
- 1999年 ヴェルディ川崎 巡回コーチ
- 2001年 ヴェルディユース 監督
- 2001年 東京ヴェルディ1969 コーチ
- 2002年 ヴェルディユース 監督
- 2003年 ヴェルディ 普及育成コーチ
- 2004年 ヴェルディユース 監督
- 2005年 ベガルタ仙台 監督
- 2006年 東京ヴェルディ コーチ
- 2007年 - 同年5月 セレッソ大阪 監督
- 2008年 横浜FC 監督
- 2009年 - 2014年1月 東京ヴェルディ 普及育成アドバイザー
- 2014年2月 - 浦安SC/ブリオベッカ浦安 テクニカルディレクター
- 2019年 -ブリオベッカ浦安 監督

### 監督成績
| 年度   | クラブ | 所属    | リーグ戦 | リーグ戦 | リーグ戦 | リーグ戦 | リーグ戦 | リーグ戦 | カップ戦  | カップ戦  |
| 年度   | クラブ | 所属    | 順位     | 勝点     | 試合     | 勝利     | 引分     | 敗戦     | Jリーグ杯 | 天皇杯    |
| ------ | ------ | ------- | -------- | -------- | -------- | -------- | -------- | -------- | --------- | --------- |
| 2005   | 仙台   | J2      | 4位      | 68       | 44       | 19       | 11       | 14       | -         | 4回戦敗退 |
| 2007   | C大阪  | J2      | 9位      | 15       | 13       | 4        | 3        | 6        | -         | -         |
| 2008   | 横浜FC | J2      | 10位     | 50       | 42       | 11       | 17       | 14       | -         | 4回戦敗退 |
| 2019   | 浦安   | 関東1部 | 4位      | 24       | 18       | 7        | 3        | 8        | -         | 1回戦敗退 |
| 2020   | 浦安   | 関東1部 | 2位      | 20       | 9        | 6        | 2        | 1        | -         | -         |
| 2021   | 浦安   | 関東1部 | 2位      | 49       | 22       | 15       | 4        | 3        | -         | -         |
| 2022   | 浦安   | 関東1部 | 6位      | 21       | 18       | 5        | 6        | 7        | -         | 1回戦敗退 |
| 2023   | 浦安   | JFL     | 2位      | 45       | 28       | 12       | 9        | 7        | -         | 2回戦敗退 |
| 2024   | 浦安   | JFL     | 8位      | 42       | 30       | 12       | 6        | 12       | -         | 1回戦敗退 |
| 2025   | 浦安   | JFL     | 位       |          | 30       |          |          |          | -         |           |
| 通算   | 日本   | J2      | -        | -        | 99       | 34       | 31       | 34       | -         | -         |
| 通算   | 日本   | JFL     | -        | -        | 58       | 24       | 15       | 19       | -         | -         |
| 通算   | 日本   | 関東1部 | -        | -        | 67       | 33       | 15       | 19       | -         | -         |
| 総通算 | 総通算 | 総通算  | -        | -        | 224      | 91       | 61       | 72       | -         | -         |

- 2007年は13試合で解任
- 2020年は新型コロナウイルスの感染拡大に伴い、後期日程のみ開催

## タイトル

### 選手時代

#### クラブ
読売サッカークラブ
- 日本サッカーリーグ : 5回 (1983年、1984年、1986-87年、1990-91年、1991-92年)
- JSLカップ : 2回 (1985年、1991年)
- 天皇杯全日本サッカー選手権大会 : 3回 (1984年、1986年、1987年)
- コニカカップ : 1回 (1990年)
- ゼロックスチャンピオンズ杯 : 1回 (1992年)
- アジアクラブ選手権 : 1回 (1987年)

ヴェルディ川崎
- Jリーグ : 2回 (1993年、1994年)
  - Jリーグ 2ndステージ : 3回 (1993年、1994年、1995年)
- Jリーグカップ : 3回 (1992年、1993年、1994年)
- スーパーカップ : 2回 (1994年、1995年)

#### 代表
- AFCアジアカップ : 1回 (1992年)

#### 個人
- Jリーグ功労選手賞 (1998年)

### 監督時代

#### クラブ
ブリオベッカ浦安
- 全国地域サッカーチャンピオンズリーグ : 1回 (2022年)
- 全国社会人サッカー選手権大会 : 1回 (2022年)
- 千葉県サッカー選手権大会 : 3回 (2019年、2022年、2023年)

## メディア出演

### テレビ
- サッカー小僧（1999年 - 2005年、フジテレビ） - 現役引退後から「小僧6号」としてレギュラー出演。
- ヴェルディが好きだ（日本テレビ）
- 2002FIFAワールドカップTODAY（2002年、日本テレビ）
- スポーツうるぐす（日本テレビ）
- セリエAダイジェスト（フジテレビ）
- さんまの天国と地獄（フジテレビ）
- 月刊サッカーアース（2009年 - 、日本テレビ）
- Jリーグアフターゲームショー（スカパー!）
- ヨーロッパサッカー最強クラブ決定戦・UEFAチャンピオンズリーグハイライト（2010年 - 、日本テレビ）
- 2010FIFAサッカーW杯南アフリカ デイリーハイライト（2010年、日本テレビ）
- アジアサッカー最強クラブ決定戦・アジアチャンピオンズリーグハイライト（2013年 -、日本テレビ）
- 手越祐也のFIFAクラブワールドカップハイライト（2015年、日本テレビ）
- FOOT×BRAIN (2011年 - 、テレビ東京) - 不定期出演

### ラジオ
- 都並クン・藤川クンのイエローカードなんて怖くない!?（1993年 - 1994年、ニッポン放送） - 月-木曜22:50-23:00。「伊集院光のOh!デカナイト」内の帯番組。

### 連載
- 都並敏史の安旨サイドバック（2010年、日刊ゲンダイ） - 安くておいしい自らが通う飲食店を紹介する連載コラム。
- 都並敏史&田口光久 サッカー日本代表今昔物語（2013年、日刊ゲンダイ）
- 知られざるマニアック"解説日記"（2014年-2015年、サッカーマガジンZONE）

### 著書
- 都並クン・藤川クンのイエローカードなんて怖くない!?（1994年、ニッポン放送出版 / 扶桑社 ISBN 4594014895）
- 日本代表に捧ぐ (1998年、ザ・マサダ　ISBN 978-4915977558）
- 都並敏史の世界を削った男たち―狂気と熱気の現場から（1998年、ザ・マサダ ISBN 978-4915977633） ※二宮清純と共著。
- 都並流 勝つためのサッカー（2000年、講談社　ISBN 978-4062103091）
- 徹底図解! 誰でもよくわかる サッカー戦術フォーメーション事典（2013年、実業之日本社 ISBN 978-4408454689）

### 関連書籍
- 「狂気の左サイドバック」 日本代表チームに命をかけた男・都並敏史の物語（1996年、小学館・一志治夫著） ISBN 4094600906